# Arthur Schnitzler

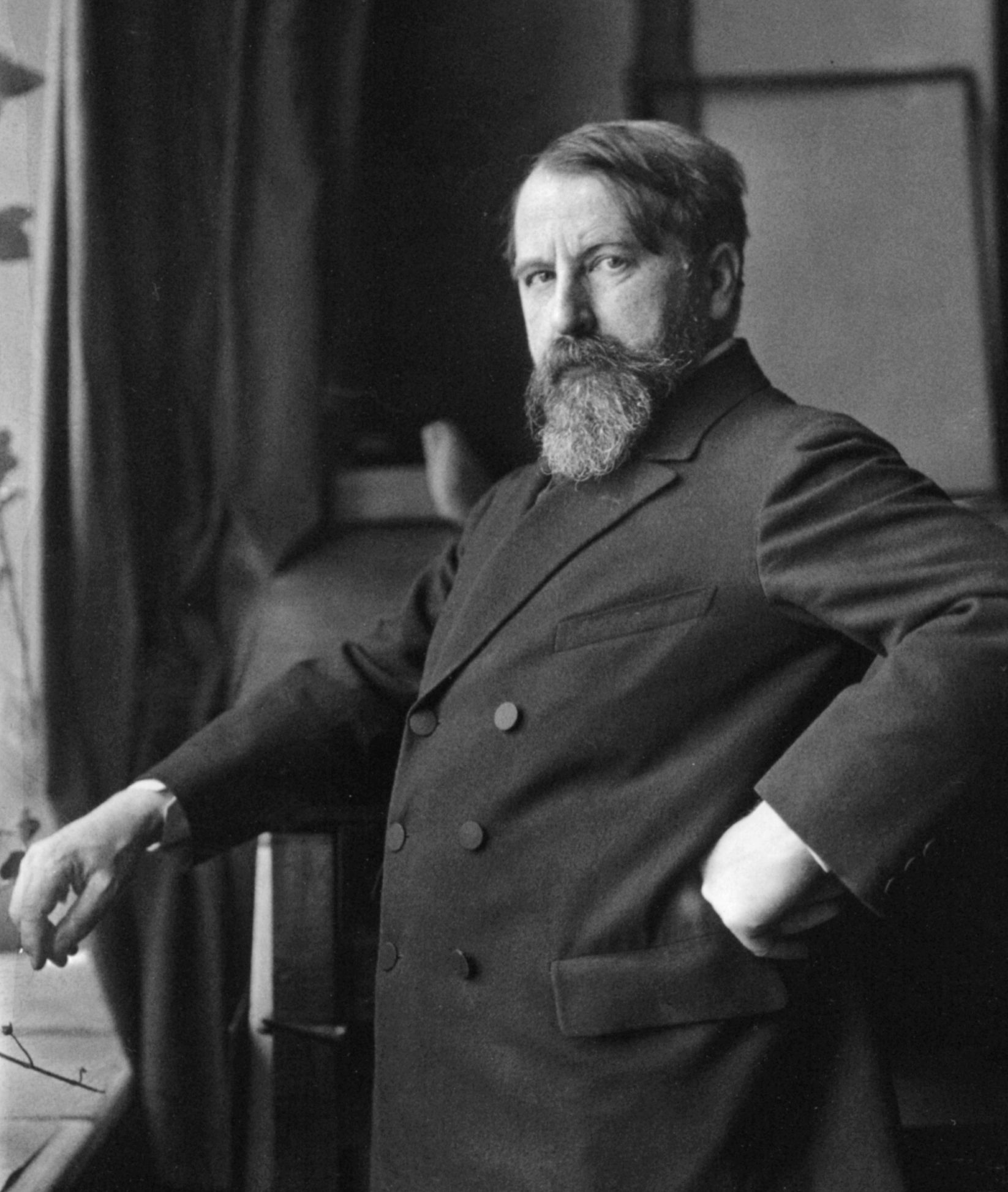
Arthur Schnitzler, um 1912, Fotografie von Ferdinand Schmutzer

Arthur Schnitzler (* 15. Mai 1862 in Wien, Kaisertum Österreich; † 21. Oktober 1931 ebenda) war ein österreichischer Arzt, Erzähler und Dramatiker. Er gilt als einer der bedeutendsten Vertreter der Wiener Moderne.

## Leben

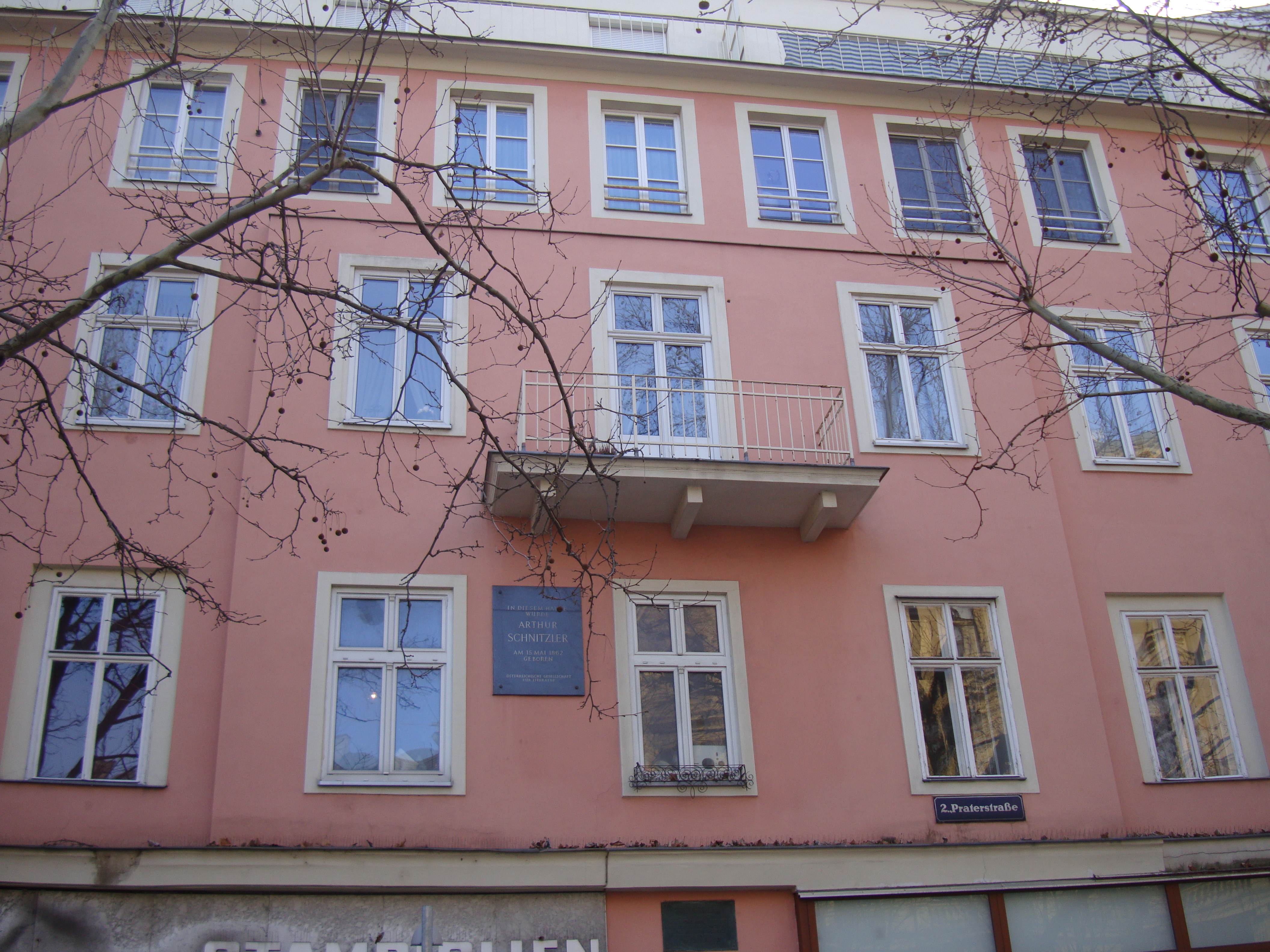
Geburtshaus in der Praterstraße 16 (Bild von 2014)

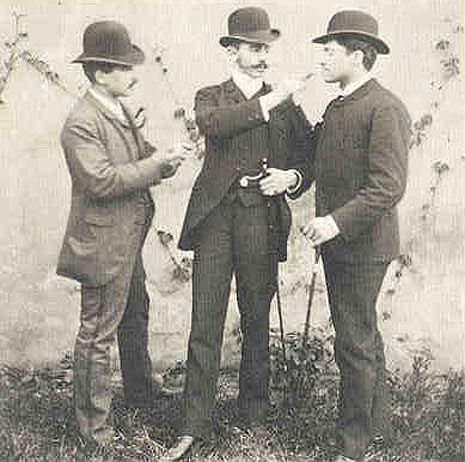
Bergfreunde: Arthur Schnitzler, Richard Tausenau und Louis Friedmann (um 1885)

### Anfänge und Tätigkeit als Mediziner (1862–1890)
Arthur Schnitzler kam als erstes Kind des jüdischen Medizinprofessors und Laryngologen Johann Schnitzler (1835–1893) und dessen Gattin Luise geb. Markbreiter (1840–1911) in der Praterstraße 16 (damals noch Jägerzeile) im 2. Wiener Gemeindebezirk zur Welt. Neben ihm überlebten noch ein Bruder, Julius, und eine Schwester das Kleinkindalter. Sie wohnten anfänglich in der Leopoldstadt, einem Bezirk, der durch die Nähe zur Nordbahn und Ostbahn besonders bei jüdischen Binnenmigranten aus ärmeren Gegenden der Monarchie beliebt war. Dem aus Ungarn übersiedelten Vater gelang unter anderem als Arzt für prominente Schauspielerinnen, Schauspieler, Sängerinnen und Sänger der berufliche Aufstieg, mit dem auch die Übersiedlung in den 1. Wiener Gemeindebezirk in ein Haus vis-à-vis am Burgring einherging.
Von 1871 bis 1879 besuchte Arthur Schnitzler das Akademische Gymnasium im 1. Bezirk und legte am 8. Juli 1879 die Matura mit Auszeichnung ab. Danach studierte er auf Wunsch seines Vaters an der Universität Wien Medizin. Am 30. Mai 1885 wurde er zum Dr. med. promoviert. Sein jüngerer Bruder Julius (1865–1939) wurde ebenfalls Arzt.
1885 bis 1888 arbeitete er als Assistenz- und Sekundararzt am Allgemeinen Krankenhaus der Stadt Wien in der Inneren Medizin und auf dem Gebiet der Psychiatrie und Dermatologie. Danach war er bis 1893 Assistent seines Vaters an der laryngologischen Abteilung der Poliklinik in Wien. Von 1886 bis 1893 publizierte Schnitzler zu medizinischen Themen und verfasste mehr als 70 Beiträge, meist Rezensionen von Fachbüchern, unter anderem als Redakteur der von seinem Vater gegründeten Internationalen Klinischen Rundschau. Er verfasste eine (einzige) wissenschaftliche Buchveröffentlichung: Über funktionelle Aphonie und deren Behandlung durch Hypnose und Suggestion (1889).

### Literarische Tätigkeit und erste Erfolge (1880–1895)

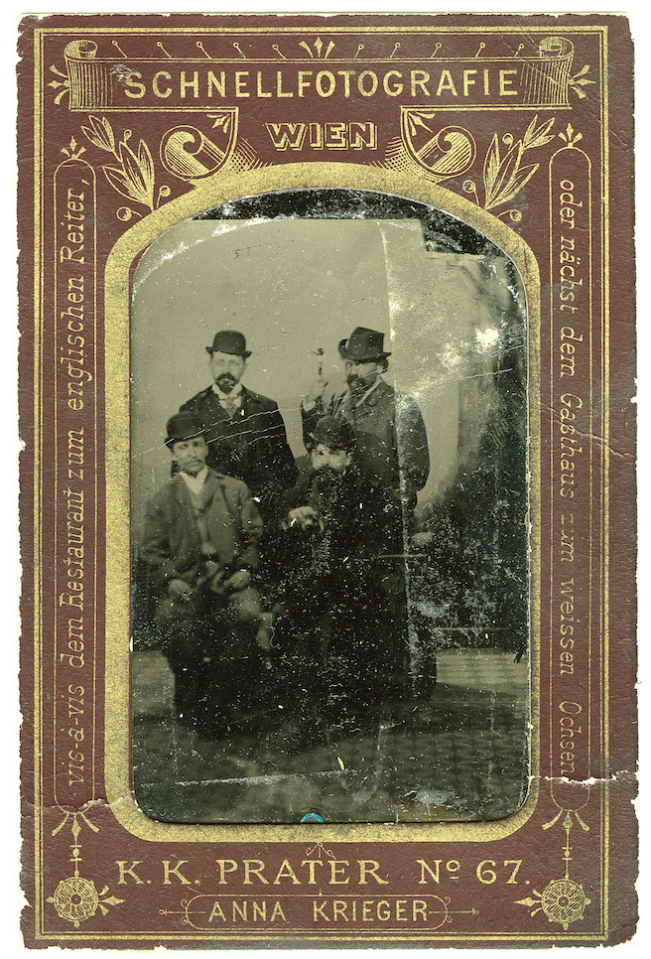
Ferrotypie von Anna Krieger, 1. April 1895: Richard Beer-Hofmann, Hermann Bahr, Hugo von Hofmannsthal und Arthur Schnitzler

Obgleich Schnitzler seit Kindertagen literarische Texte verfasste und 1880 sein literarisches Debüt gab (Liebeslied der Ballerine in der Zeitschrift Der freie Landbote.), begann sich seine öffentliche literarische Tätigkeit erst ab 1888, als er über Mitte 20 war, zu intensivieren. Er veröffentlichte Gedichte, Einakter und Erzählungen in der von Fedor Mamroth und Paul Goldmann herausgegebenen Zeitschrift An der Schönen Blauen Donau. Rund um dieses Blatt, aber auch in den Wiener Kaffeehäusern, die Schnitzler frequentierte, darunter das Café Griensteidl, begannen sich zunehmend Gleichgesinnte zusammenzufinden, die eine neue, österreichische Literaturströmung schaffen wollten. Dafür setzte sich bald der Begriff Jung Wien durch, wenngleich damit kein einheitliches Programm und nur bedingt gemeinsame ästhetische Ziele bezeichnet waren. Zentrale Personen, mit denen sich Schnitzler um 1890/1891 befreundete, waren Hugo von Hofmannsthal, Hermann Bahr und Richard Beer-Hofmann.

Arthur Schnitzler, Manuskriptseite aus dem Theaterroman, Seite 109

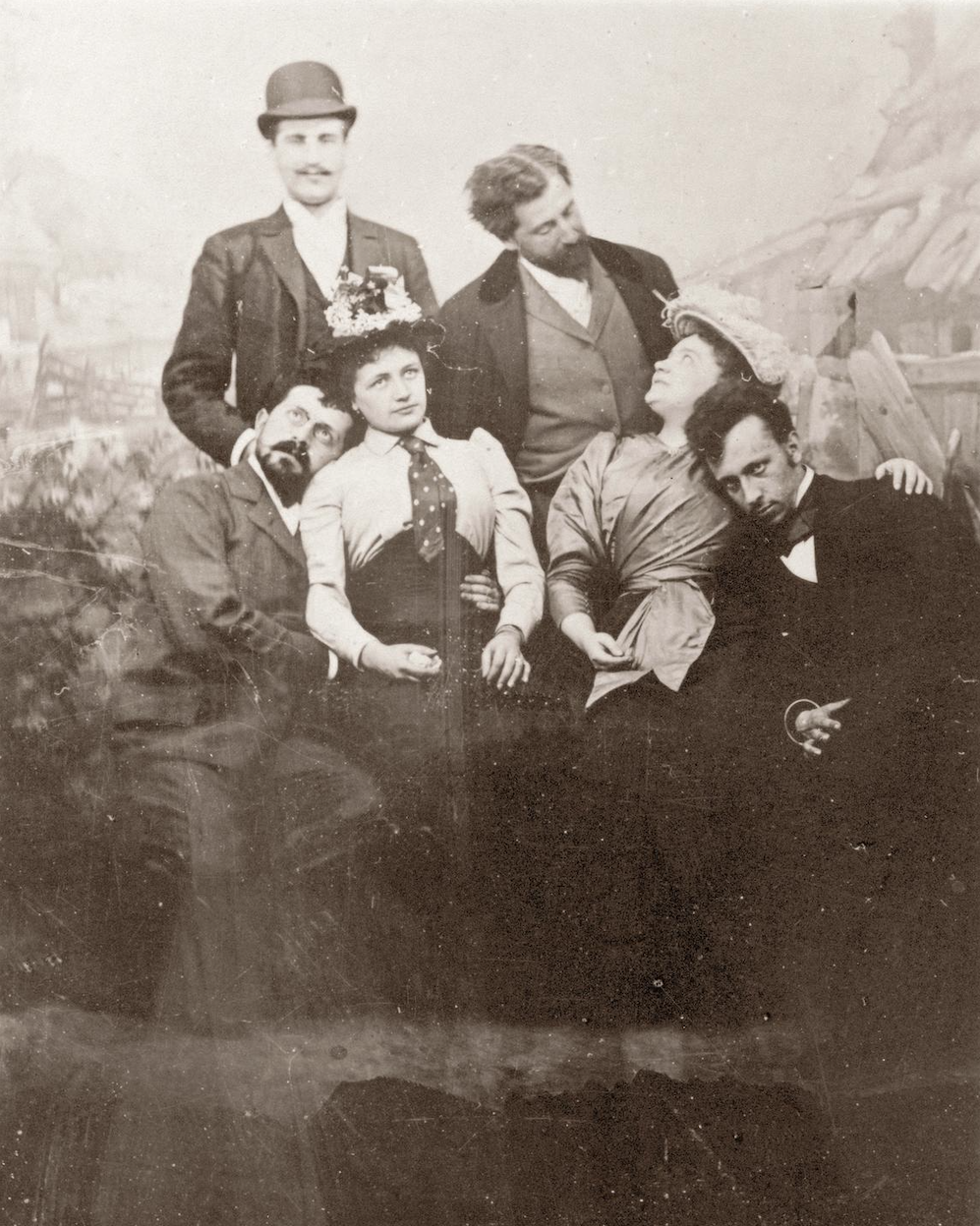
Fritz Mendl, Arthur Schnitzler, Richard Beer-Hofmann, Josefine Nebauer, Felix Salten, Julie Laska im Wiener Prater, vermutlich 18. Mai 1892

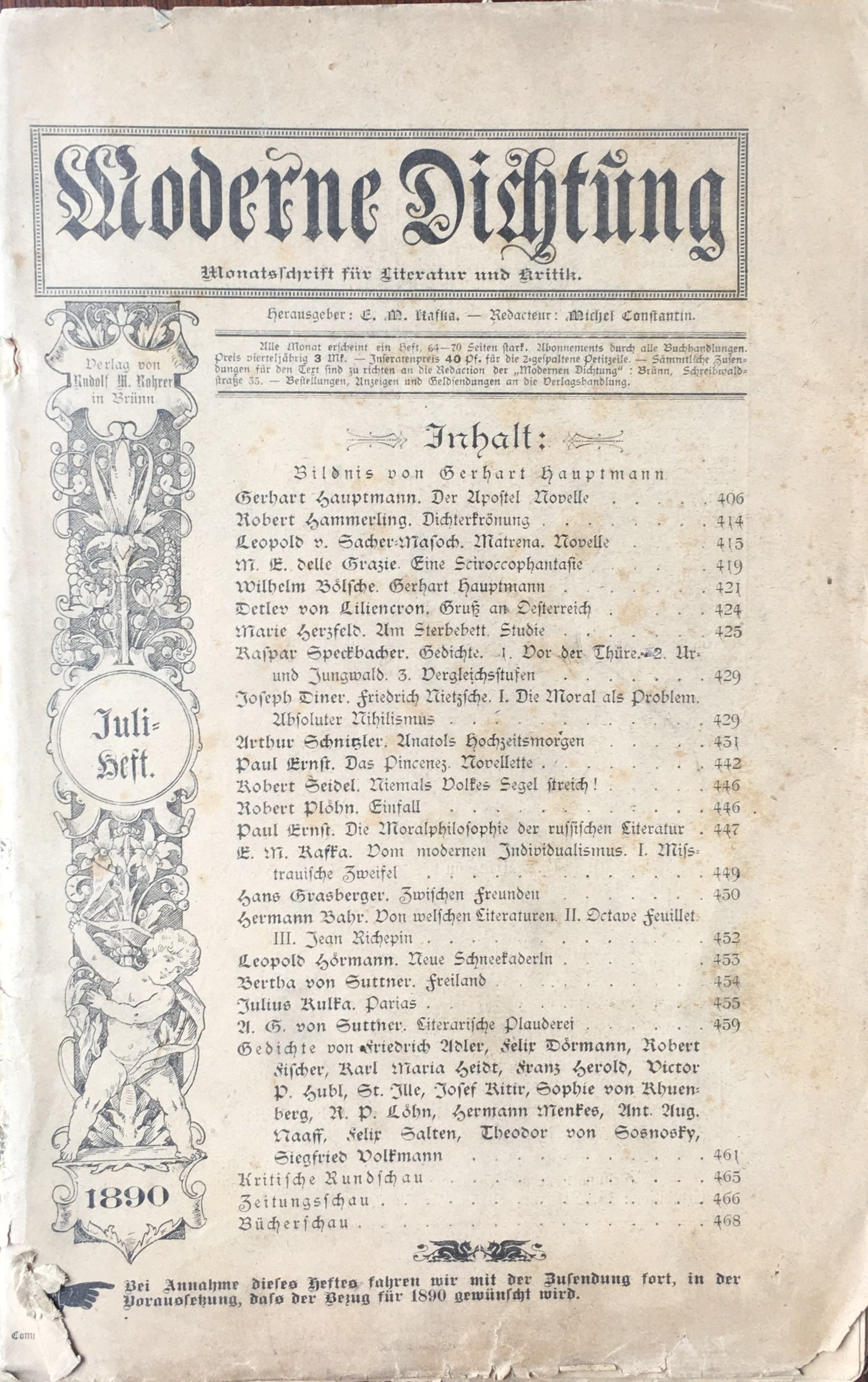
Titelblatt des Erstdrucks von Anatols Hochzeitsmorgen in der Modernen Dichtung, 1. Juli 1890

Nachdem Mamroth und Goldmann zur Frankfurter Zeitung gewechselt waren, wurden die kurzlebige Zeitschrift Moderne Dichtung (bzw. im zweiten Jahr Moderne Rundschau) und Freie Bühne zu den zentralen Publikationsorten von Schnitzlers literarischem Schaffen.
Schnitzler betrieb mehrere Jahre Ordinationen, zumeist an seiner Privatadresse. 1889 und 1890 am Burgring 1 (in der Praxis seines Vaters), dann in der Bösendorferstraße 11 (damals: Giselastraße 11), Top 3–4, 1. Bezirk (Innere Stadt), dann in der Grillparzerstraße und schließlich in zwei Wohnungen in der Frankgasse 1 (9. Bezirk, Alsergrund, neben der Votivkirche). Am 1895 posthum erschienenen Klinischen Atlas der Laryngologie seines Vaters hatte er noch mitgewirkt.
Die ersten Arbeiten Schnitzlers, die aufgeführt wurden, waren einzelne Einakterszenen aus dem Zyklus Anatol sowie Das Märchen, mit Uraufführung am 1. Dezember 1893 am Deutschen Volkstheater. Diese Inszenierung wurde nach der zweiten Vorstellung abgesetzt. Mit der vom Direktor Max Burckhard betriebenen Uraufführung von Liebelei am 9. Oktober 1895 am Burgtheater mit Adele Sandrock als Christine wurde Schnitzler schlagartig berühmt. Das Stück wurde an vielen Bühnen in Europa aufgeführt und begründete seinen Ruf als eines der bedeutendsten deutschsprachigen Theaterdichter seiner Generation.

### Ruhm und Skandal (1896–1901)
Die nächsten Theaterstücke, Freiwild und Das Vermächtnis, konnten an den Erfolg der Liebelei nicht anschließen. Wirklichen Bühnenerfolg brachten die drei Einakter Paracelsus, Die Gefährtin und Der grüne Kakadu, die am 1. März 1899 am Wiener Burgtheater uraufgeführt wurden. Sein nächstes Stück, das Historiendrama Der Schleier der Beatrice in Versen (1901) stellte den offensichtlichen Versuch dar, sich als Theaterdichter in die Reihe klassischer Dichter zu stellen. Einerseits floppte das Stück aber an den Bühnen, andererseits wurde die Bemühung, als bedeutender Autor anerkannt zu werden, von zwei Skandalen konterkariert, die von Schnitzler nicht unbedingt intendiert gewesen sein dürften.
Als Prosaerzähler hatte Schnitzler 1894 Sterben in seinem schon früh in seiner Karriere zu seinem Stammhaus gewordenen S. Fischer Verlag veröffentlicht. Mit Die Frau des Weisen (1898) legte er seine erste Sammlung von Novelletten vor, die zuvor in Zeitschriften und Zeitungen erstgedruckt worden waren. Frau Bertha Garlan war zumindest in der ersten Auflage als Roman gekennzeichnet und stellt deswegen seine erste diesbezügliche Veröffentlichung dar, doch wurde der Text später als Novelle geführt.
Die in der gleichen Zeit veröffentlichte Novelle Lieutenant Gustl (Zeitungsdruck Weihnachten 1900) gilt heute als einer der bedeutendsten Texte Schnitzlers. Darin legte er den ersten deutschsprachigen literarischen Text vor, der vollständig als innerer Monolog verfasst ist. Der Text wurde aber weniger wegen seiner avantgardistischen Sprachgestaltung von den Zeitgenossen gerühmt als dafür skandalisiert, dass mit dem titelgebenden Protagonisten Gustl ein feiger Soldat geschildert wurde. Schnitzler wurde daher wegen Lächerlichmachung der k.u.k. Armee am 14. Juni 1901 der Offiziersrang als Oberarzt der Reserve aberkannt, den er seit seiner Wehrpflicht besessen hatte.
Neben diesem Skandal kam mit der Publikation von Reigen ein weiterer Aufreger. Zuerst im Jahr 1900 als Privatdruck in wenigen Exemplaren erstellt, wurde es 1903 im Wiener Verlag von Fritz Freund frei publiziert. Die darin geschilderten Gespräche vor und nach dem Geschlechtsverkehr zwischen Frauen und Männern unterschiedlicher Gesellschaftsschichten wurden von den Gegnern Schnitzlers als Pornografie beschimpft. Die beiden Themen Heereskritik und Erotik, zusammen mit dem offensichtlichen Erfolg Schnitzlers, machten ihn zu einem beliebten Angriffsziel bei Antisemiten.

### Privatleben und Familienleben

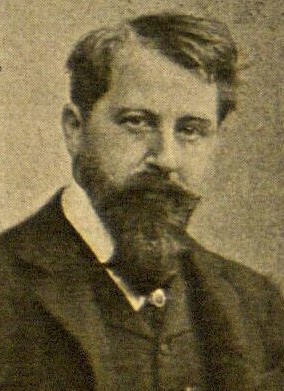
Arthur Schnitzler (um 1900)

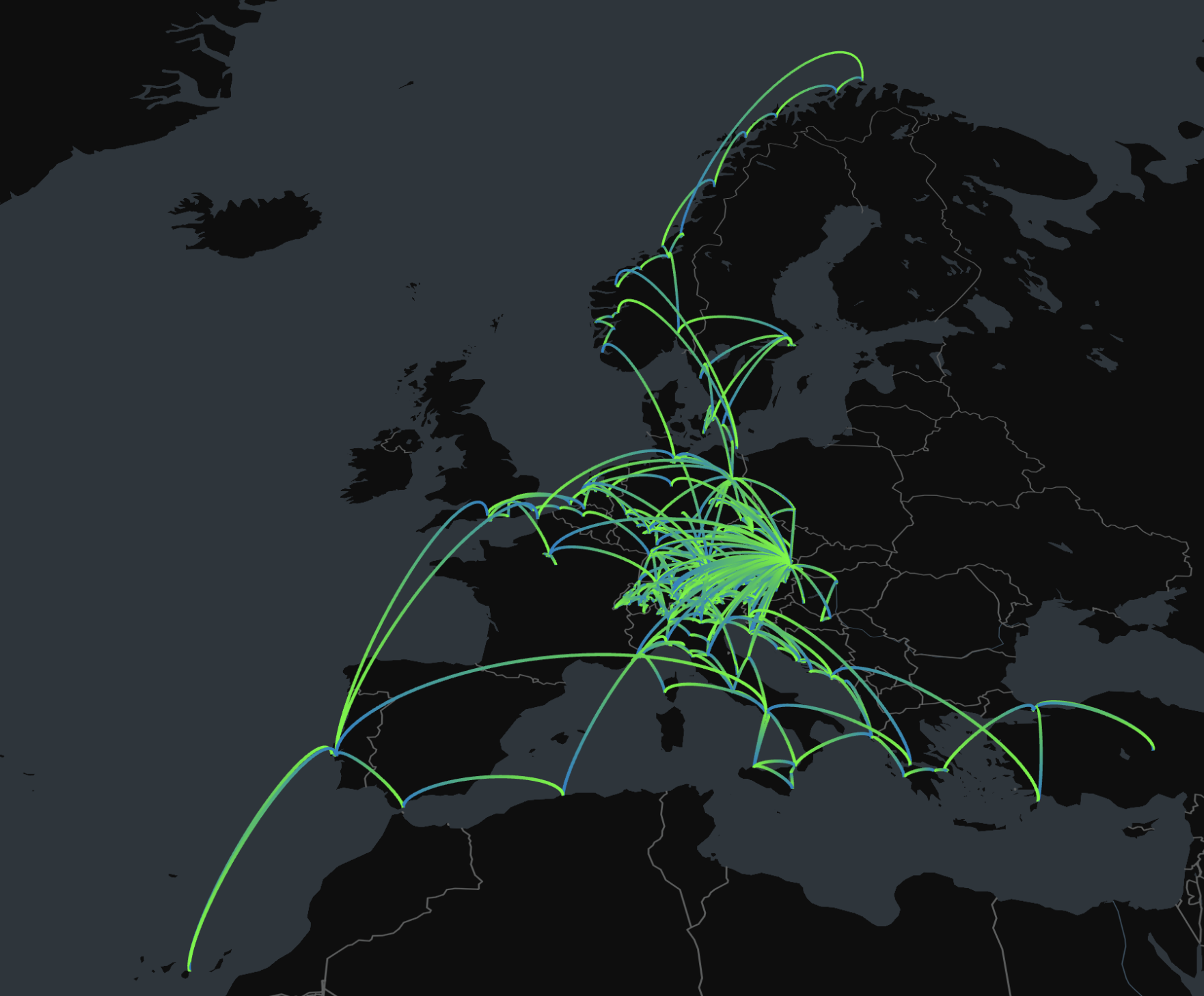
Aufenthaltsorte von Schnitzler, 1879–1931

Um die Jahrhundertwende war er einer der bedeutendsten Kritiker der österreichisch-ungarischen k.u.k. Gesellschaft und ihrer Entwicklung, besonders nach der Veröffentlichung von Lieutenant Gustl, worin er den Ehrenkodex des Militärs angriff.

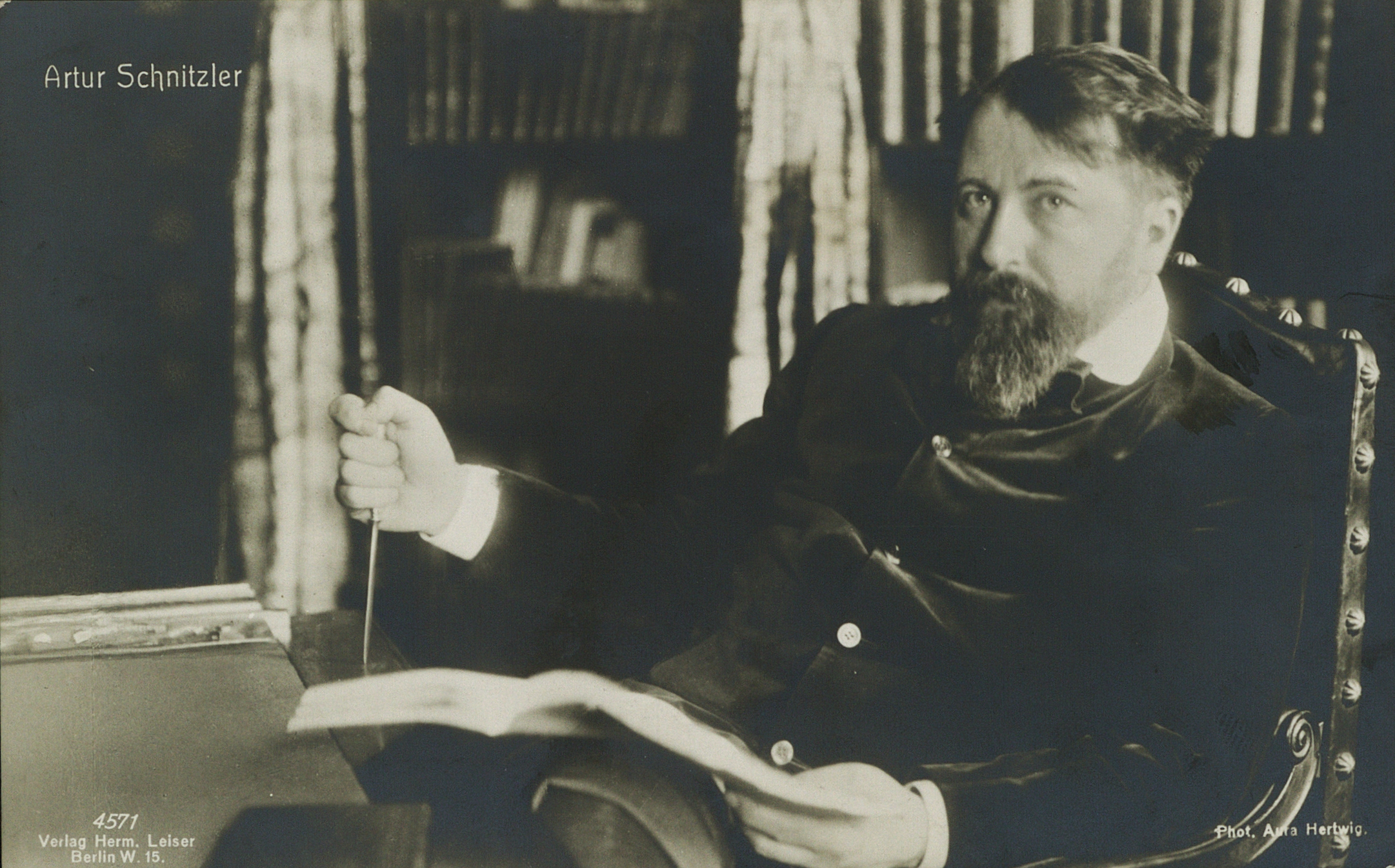
Fotografie von Aura Hertwig (1906)

Privat dokumentierte Schnitzler in seinem Tagebuch für die Zeit bis zu seinem 40. Lebensjahr mehrere Beziehungen zu Frauen, die oft gleichzeitig geführt wurden, ohne dass die Partnerinnen das wussten. Besonders die weitgehend platonische Beziehung zur verheirateten Wirtin des Thalhofs (Reichenau an der Rax), Olga Waissnix, sowie die zu Marie Glümer und zu Maria Reinhard waren tiefergehende Partnerschaften. Beide Maria (im Tagebuch oft als „Mizi I“ und „Mizi II“ unterschieden), aber auch andere, machten sich Hoffnungen auf eine Legitimierung der Beziehung durch Heirat. Bei Maria Reinhard wurde das zusätzlich drängend, weil sie zweimal von ihm schwanger war. Das erste Kind kam tot zur Welt, während der zweiten Schwangerschaft starb sie an einer Blinddarmentzündung.
Die Beziehung zur Schauspielerin Olga Gussmann (1882–1970) führte zu einer Stabilisierung seines Lebenswandels. Am 9. August 1902 brachte sie den gemeinsamen Sohn Heinrich Schnitzler zur Welt. Am 26. August 1903 heiratete das Paar. Am 13. September 1909 wurde Tochter Lili geboren. Schnitzler blieb für die Dauer der Ehe treu und stellte seinen promiskuitiven Lebenswandel ein.
Lili Schnitzler fiel als Jugendliche durch leichte psychische Störungen auf; in ihrem Tagebuch vom 25. September 1922 ist auch von Selbstmordgedanken die Rede. 1927 traf sie in Venedig den 37 Jahre alten faschistischen Miliz-Hauptmann Arnoldo Capellini, den sie mit Zustimmung ihrer Eltern – trotz deren Bedenken – heiratete. Am 26. Juli 1928 schoss Lili Schnitzler sich in Venedig nach einer Auseinandersetzung mit ihrem Mann in die Brust und starb am Abend dieses Tages nach einer erfolglosen Operation im Krankenhaus. Arthur und Olga Schnitzler trafen am nächsten Tag in Venedig ein und fanden auf der letzten Seite ihres Tagebuchs den Vermerk „Vorrei morir“ (ich will sterben). Der Vorfall wurde danach in der Presse ausführlich diskutiert. Manche Stimmen, darunter Clara Pollaczek machten Arthur Schnitzler dafür mitverantwortlich.  Arthur Schnitzler schrieb dazu am 3. Oktober 1929: „Mit jenem Julitag war mein Leben doch zu Ende. Die anderen wissens nicht – und manchmal ich selber auch nicht“.

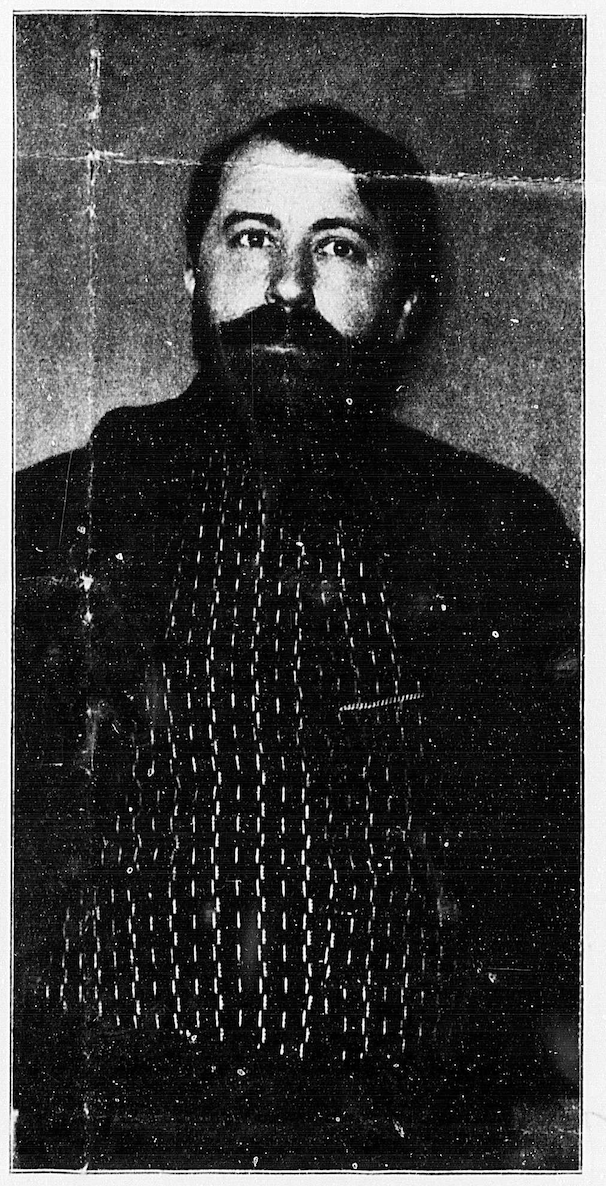
Fotografie von Aura Hertwig (1912)

1910 erwarb Schnitzler von Hedwig Bleibtreu die Villa in Wien 18., Sternwartestraße 71, im Währinger Cottageviertel unweit der Universitätssternwarte. In der Nähe wohnten Bekannte wie Richard Beer-Hofmann und Felix Salten. Zuvor hatte er in der nächsten Parallelstraße, damals Spöttelgasse 7 (seit 1918 Edmund-Weiß-Gasse), gewohnt.

### 50. Geburtstag und Weltkrieg

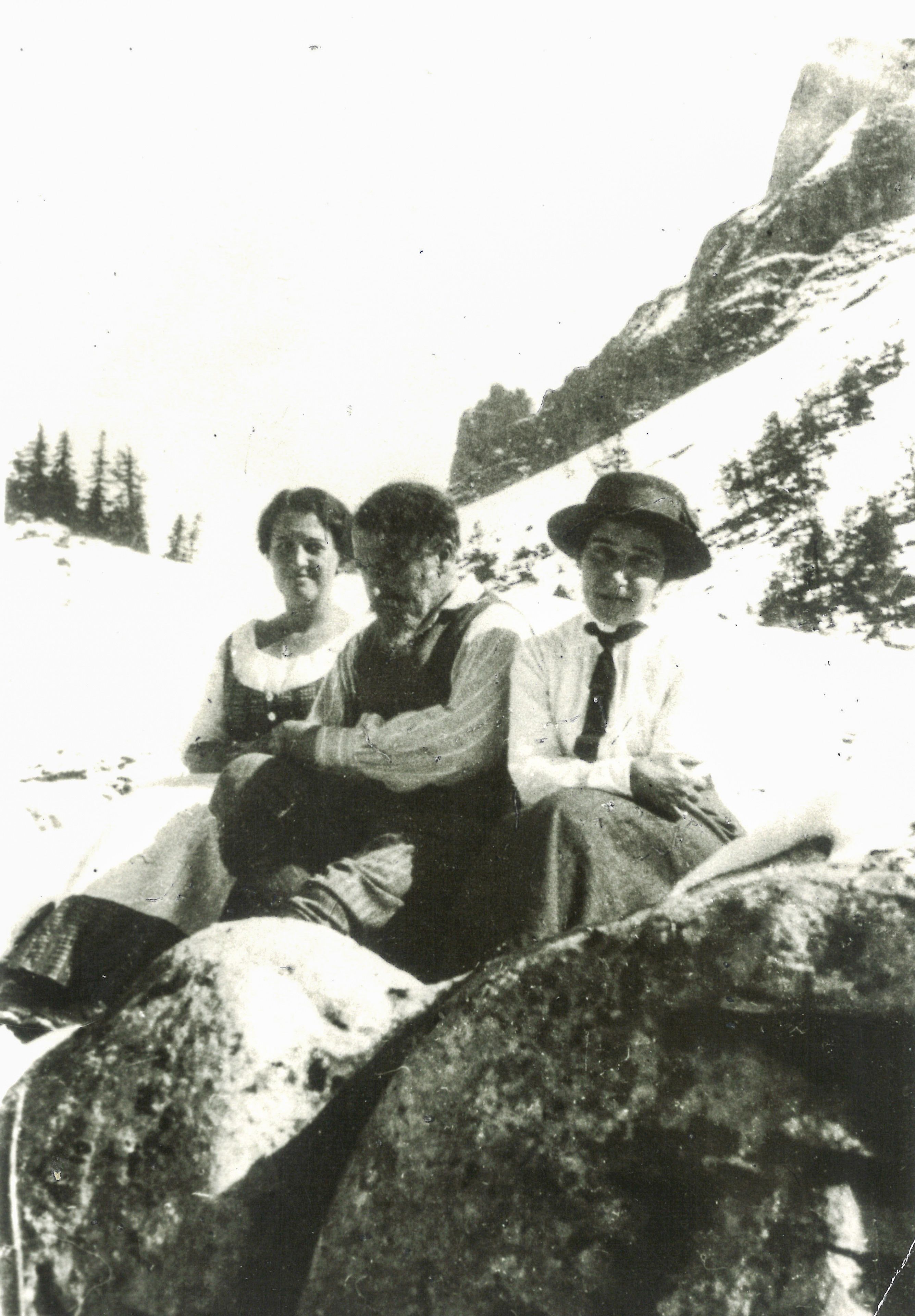
Christine Kerry (links) und Schnitzler auf der Gschwandtalm am Loser in Altaussee (um 1916)

Von Anfang des 20. Jahrhunderts an gehörte der Literat zu den meistgespielten Dramatikern auf deutschen Bühnen. Mit Beginn des Ersten Weltkrieges ging das Interesse an seinen Werken zurück. Dies hing auch damit zusammen, dass er sich als einer von wenigen österreichischen Intellektuellen nicht für die Kriegstreiberei begeistern konnte und keine bellizistischen Äußerungen von sich gab.

### Scheidung und Alterswerk (1921–1931)

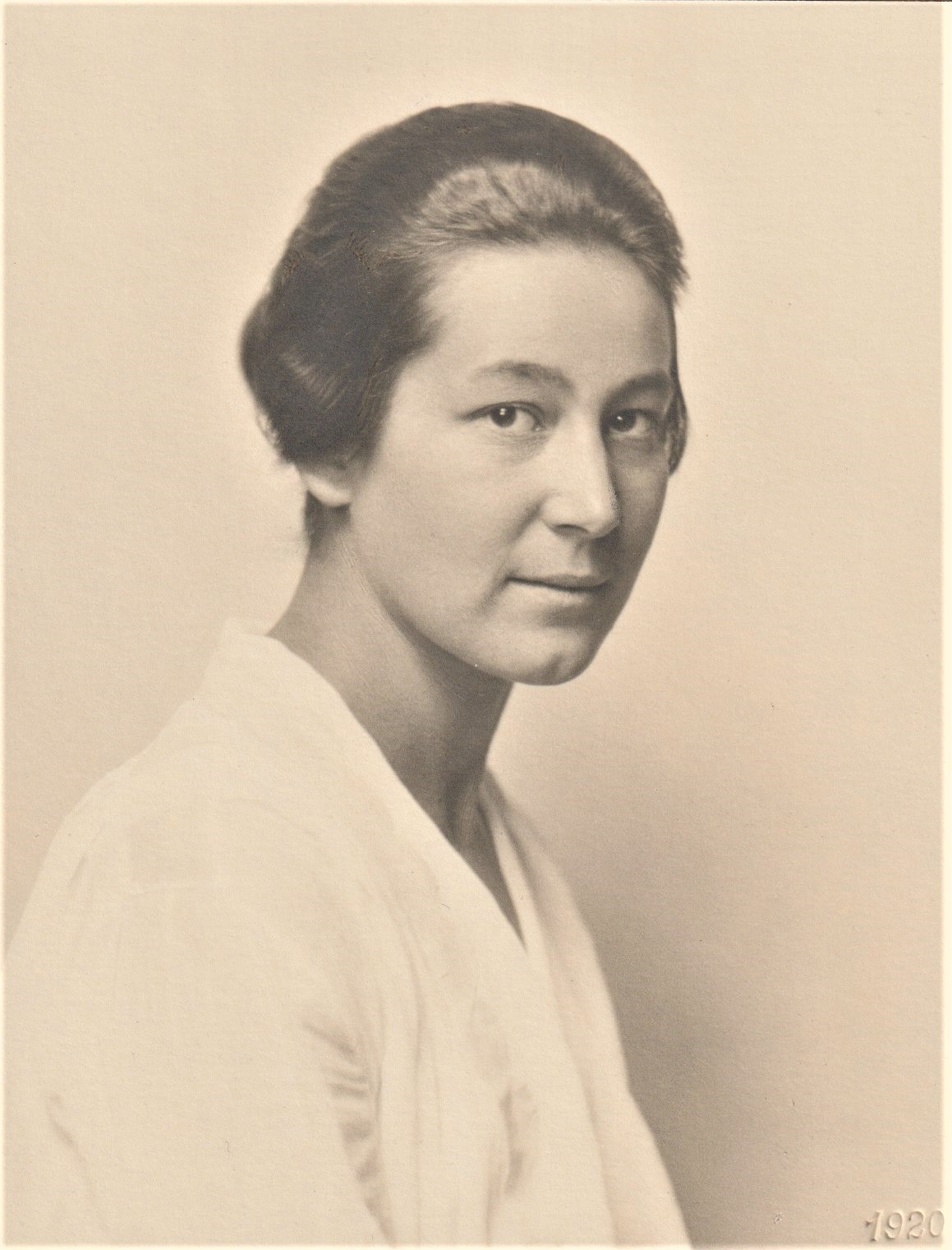
Hedy Kempny, St. Gallen, 1920

1919 begegnete er Hedy Kempny. Daraus entwickelte sich eine Freundschaft, die bis zu Schnitzlers Tod andauerte. 1921 wurde er von Olga Schnitzler geschieden, die Kinder Heinrich und Lili blieben bei ihm. Von 1923 an war die verwitwete Schriftstellerin Clara Katharina Pollaczek geb. Loeb (1875–1951) Schnitzler in einer „romantischen Beziehung“ verbunden. Die beiden führten einen umfangreichen Briefwechsel; dokumentiert sind auch zahlreiche gemeinsame Kinobesuche. Während sich in seinen letzten Jahren die Beziehung zu Pollaczek immer schwieriger gestaltete, wurde die junge Übersetzerin Suzanne Clauser zu Schnitzlers letzter großer Liebe.
1921 wurde ihm anlässlich der Uraufführung des Bühnenstücks Reigen, die 1920/1921 in Berlin und dann in Wien zu einem inszenierten Theaterskandal führte, ein Prozess wegen Erregung öffentlichen Ärgernisses gemacht, der letztlich beim Wiener Verfassungsgerichtshof zu Gunsten des Autors ausging. Nach weiteren Aufführungen in Wien bat Schnitzler aber 1922 seinen Theaterverlag, weitere Aufführungen nicht mehr zuzulassen. Das Aufführungsverbot ließ sein Sohn erst 1982 aufheben.
In der Folgezeit isolierte sich der Schriftsteller zunehmend. 1927 verhängte die österreichische Radio Verkehrs AG (RAVAG) einen „großen Radio-Bann“ über Schnitzler, der urheberrechtlich Ansprüche auf Tantiemen stellte.

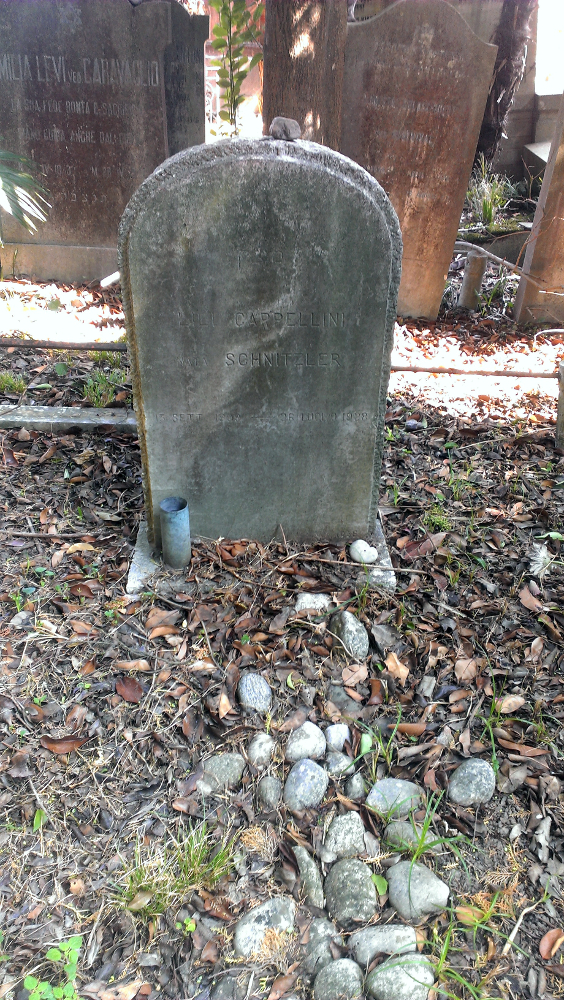
Grabstein von Lili Schnitzler, Jüdischer Friedhof, Venedig, Grab 1036 (Bild von 2018)

Faksimile des Tagebuchs von Arthur Schnitzler, 14. Mai 1917

In seinen letzten Lebensjahren schrieb er vor allem Erzählungen, in denen er Einzelschicksale um die Jahrhundertwende aus psychologischer Sicht darstellt.
Arthur Schnitzler starb am 21. Oktober 1931 im Alter von 69 Jahren an einer Hirnblutung. In einer Verfügung hatte er für den Fall seines Todes bestimmt: „Herzstich! Keine Kränze! [...] Begräbnis letzter Klasse! Das durch Befolgung dieser Bestimmungen erübrigte Geld ist Spitalzwecken zuzuwenden. [...] Keine Trauer tragen nach meinem Tod, absolut keine!“

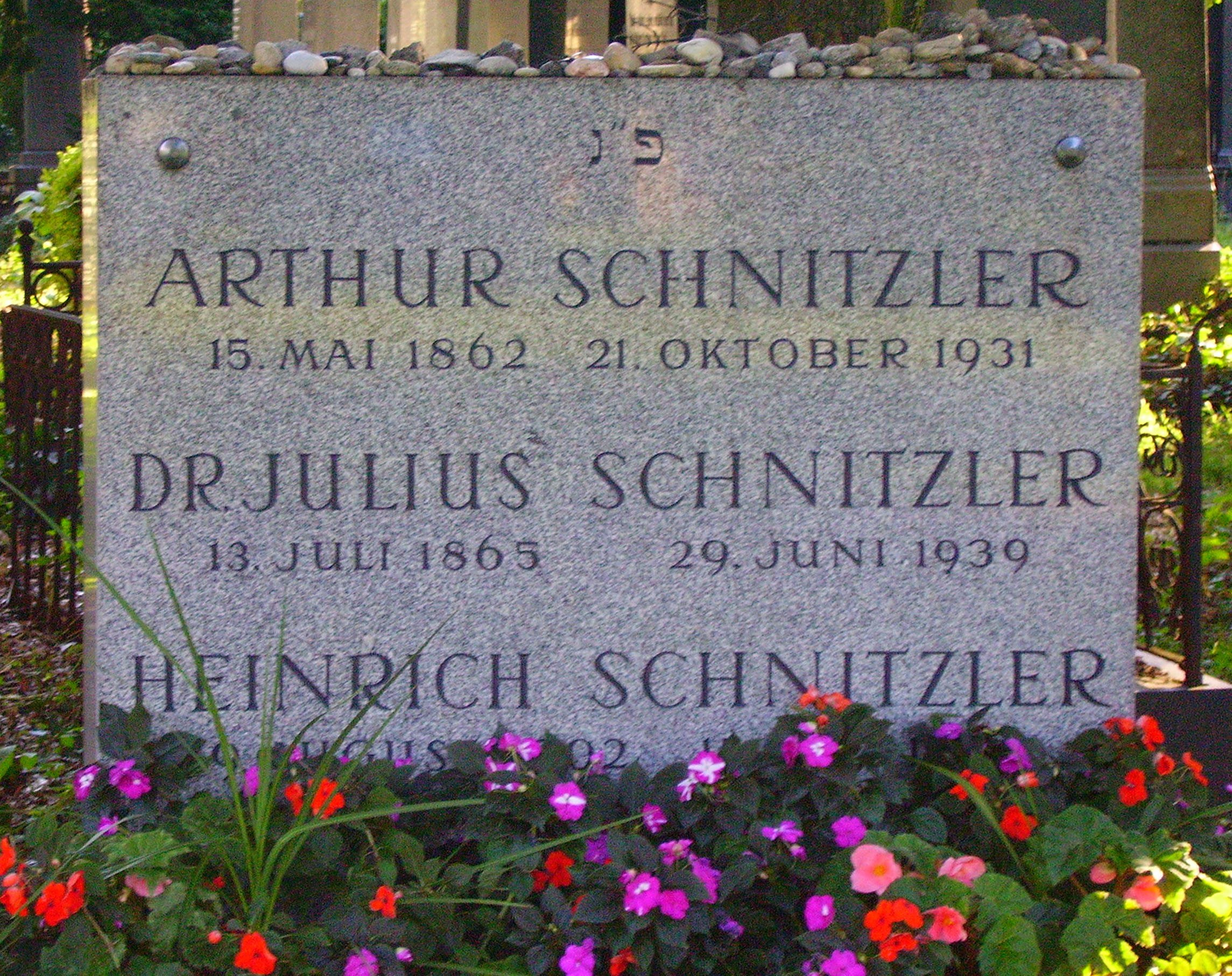
Schnitzlers Grab auf dem Zentralfriedhof, Alte Israelitische Abteilung

Er wurde am 23. Oktober 1931 auf dem Wiener Zentralfriedhof in der Alten Israelitischen Abteilung, Tor 1, bestattet. Benachbart liegen die jüngeren Gräber von Oskar Strnad, Friedrich Torberg, Gerhard Bronner und Harry Weber. Das Grab wird von der Wiener Stadtverwaltung als Ehrengrab geführt.

## Wohnadressen

Postkarte von Arthur Schnitzler mit Ansicht des Hauses Sternwartestraße 71, um 1927

Schnitzler wohnte Zeit seines Lebens in Wien. Die folgende Aufstellung nennt die jeweiligen Adresse:
| von            | bis                  | Adresse                                                                          | Zusammen mit                        |
| -------------- | -------------------- | -------------------------------------------------------------------------------- | ----------------------------------- |
| 15.5.1862      | ca. 1866             | II., Jägerzeile, ab 1862: Praterstraße 16                                        | Eltern und Geschwister              |
| ca. 1866       | vor 1870             | I., Schottenbastei 3                                                             | Eltern und Geschwister              |
| ca. 1870       | 11.5.1870            | I., Giselastraße 11 (heute Bösendorferstraße 11), Eingang auch: Kärntner Ring 12 | Eltern und Geschwister              |
| 12.5.1870      | 18.10.1888           | I., Burgring 1                                                                   | Eltern und Geschwister              |
| 19.10.1888     | 2.12.1889            | I., Burgring 1, eigener Eingang                                                  | alleine                             |
| 3.12.1889      | 14.10.1892           | I., Giselastraße 11 (heute Bösendorferstraße 11)                                 | alleine                             |
| 15.10.1892     | 14.11.1893           | I., Grillparzerstrasse 7                                                         | alleine                             |
| 15.11.1893     | (bis 2.10.1895–1897) | IX., Frankgasse 1/12                                                             | Mutter                              |
| nach 2.10.1895 | 8.10.1900            | IX., Frankgasse 1 (Mezzanin od. 1. Stock)                                        | alleine                             |
| 31.10.1900     | 8.9.1903             | IX., Frankgasse 1 (3. Stock)                                                     | alleine                             |
| 9.9.1903       | 12.7.1910            | XVIII., Spöttelgasse 7 (heute: Edmund-Weiß-Gasse 7)                              | Olga, Heinrich, Lili (ab 1909)      |
| 13.7.1910      | 21.10.1931           | XVIII., Sternwartestraße 71                                                      | Olga (bis ca. 1920), Heinrich, Lili |

Zusätzlich mietete er gelegentlich auch andere Unterkünfte an, etwa 1899 für ein Jahr eine gemeinsame Wohnung mit Leopoldine Müller in den Tuchlauben im 1. Wiener Gemeindebezirk. Seine Ordination war zumindest bis 1903 in seiner jeweiligen Privatadresse.

## Zentrale Partnerinnen
| Zeitraum  | Name                      | Anmerkung                                      |
| --------- | ------------------------- | ---------------------------------------------- |
| 1886–1897 | Olga Waissnix             | vermutlich platonisch                          |
| 1889–1900 | Marie Glümer              |                                                |
| 1894–1899 | Marie Reinhard            | zwei Schwangerschaften, Kinder überleben nicht |
| 1899–1921 | Olga Gussmann             | 1902 Heirat, 1921 Scheidung                    |
| 1920–1931 | Hedy Kempny               | vermutlich platonisch                          |
| 1921–1931 | Clara Katharina Pollaczek |                                                |
| 1929–1931 | Suzanne Clauser           |                                                |

## Künstlerisches Schaffen
Schnitzler schrieb Dramen und Prosa (hauptsächlich Erzählungen), in denen er das Augenmerk vor allem auf die psychischen Vorgänge seiner Figuren lenkt. Gleichzeitig mit dem Einblick in das Innenleben der Schnitzlerschen Figuren bekommt der Leser auch ein Bild von der Gesellschaft, die diese Gestalten und ihr Seelenleben prägt.
Die Handlung der Werke Schnitzlers spielt meist im Wien der vorletzten Jahrhundertwende. Viele seiner Erzählungen und Dramen leben nicht zuletzt vom Lokalkolorit. Ihre handelnden Personen sind typische Gestalten der damaligen Wiener Gesellschaft: Offiziere und Ärzte, Künstler und Journalisten, Schauspieler und leichtlebige Dandys, und nicht zuletzt das süße Mädel aus der Vorstadt, das zu so etwas wie einem Erkennungszeichen für Schnitzler wurde sowie simultan für seine Gegner zu einem Stempel, mit dem sie Schnitzler als einseitig abqualifizieren wollten.
Es geht Schnitzler meist nicht um die Darstellung krankhafter seelischer Zustände, sondern um die Vorgänge im Inneren gewöhnlicher, durchschnittlicher Menschen mit ihren gewöhnlichen Lebenslügen, zu denen eine Gesellschaft voll von ungeschriebenen Verboten und Vorschriften, sexuellen Tabus und Ehrenkodizes besonders die schwächeren unter ihren Bürgern herausfordert.
Wie Sigmund Freud in der Psychoanalyse bringt Arthur Schnitzler etwa zur gleichen Zeit jene Tabus (Sexualität, Tod) zur Sprache, die von der bürgerlichen Gesellschaft unterschlagen wurden. Im Gegensatz zu Freud offenbart sich das Wesen dieser Gesellschaft und ihrer Teilnehmer bei Schnitzler nicht als (vorher) Unbewusstes, sondern als Halb-Bewusstes etwa im inneren Monolog eines Protagonisten. 1922 schrieb Freud anlässlich Schnitzlers 60. Geburtstag in einem Brief an ihn:

„Ich habe mich oft verwundert gefragt, woher Sie diese oder jene geheime Kenntnis nehmen konnten, die ich mir durch mühselige Erforschung des Objekts erworben, und endlich kam ich dazu, den Dichter zu beneiden, den ich sonst bewundert. So habe ich den Eindruck gewonnen, daß Sie durch Intuition – eigentlich aber infolge feiner Selbstwahrnehmung – all das wissen, was ich in mühsamer Arbeit an anderen Menschen aufgedeckt habe.“

Schnitzlers Werke beschäftigen sich häufig mit Themen wie Ehebruch (z. B. im Drama Reigen), heimlichen Affären und Frauenhelden (Anatol, Dramenzyklus).
Es war Schnitzler, der mit seiner Novelle Lieutenant Gustl (1900) den inneren Monolog in die deutschsprachige Literatur einführte. Mithilfe dieser besonderen Perspektive gelang es ihm, dem Leser einen tieferen, direkteren Einblick in die inneren Konflikte seiner Figuren zu geben. Er führte diese Erzählform auch in Fräulein Else fort.
In dem Roman Der Weg ins Freie und im Stück Professor Bernhardi befasste sich Schnitzler mit dem in Wien stark ausgeprägten Antisemitismus.
Zugleich ist er einer der großen Diaristen der deutschsprachigen Literatur. Von seinem siebzehnten Lebensjahr bis zwei Tage vor seinem Tod führte er pedantisch Tagebuch. Es wurde postum 1981 bis 2000 in zehn Bänden veröffentlicht und ist seit 2018 auch online verfügbar.

## Nachlass
(Umfassendere Darstellung im Artikel: Arthur Schnitzlers Nachlass)
Der Großteil des aus geschätzten 40.000 Blättern bestehenden Nachlasses wurde durch die Aktivität eines in Wien lebenden britischen Doktoranden der Germanistik, Eric A. Blackall, der mit Schnitzlers Witwe bekannt war und für die diplomatische Unterschutzstellung des Materials durch die britische Vertretung in Wien sorgte, vor den Nationalsozialisten gerettet. Das NS-Regime respektierte bei mehreren Hausdurchsuchungen, dass es (im Unterschied zu den Wohnräumen Schnitzlers) auf die in separat zugänglichen Souterrainräumen von Schnitzlers Villa gelagerten Materialien rechtmäßig keinen Zugang hatte. Auf Grund einer „Schenkung“ wurden die Materialien in die Cambridge University Library gebracht.
Problematisch an der „Schenkung“ war, dass sie von der dazu nicht berechtigten geschiedenen Frau Arthur Schnitzlers, Olga, vorgenommen wurde. Der rechtmäßige Eigentümer, der Sohn Heinrich, hielt sich nicht in Wien auf.

Während des Zweiten Weltkriegs und danach bemühte sich Heinrich Schnitzler, diesen geistigen Nachlass seines Vaters aus Großbritannien zurückzuerhalten; er blieb dabei erfolglos. In einem Artikel in der Wiener Tageszeitung Kurier stufte Thomas Trenkler am 11. Jänner 2015 das Verhalten der britischen Instanzen und der Cambridge University als Enteignung unter Ausnutzung einer Notlage ein; der Nachlass sollte der Familie restituiert werden. Die Familie, die Enkel Michael Schnitzler und Peter Schnitzler, ließen daraufhin verlauten, den Nachlass neuerlich zurückzufordern. 

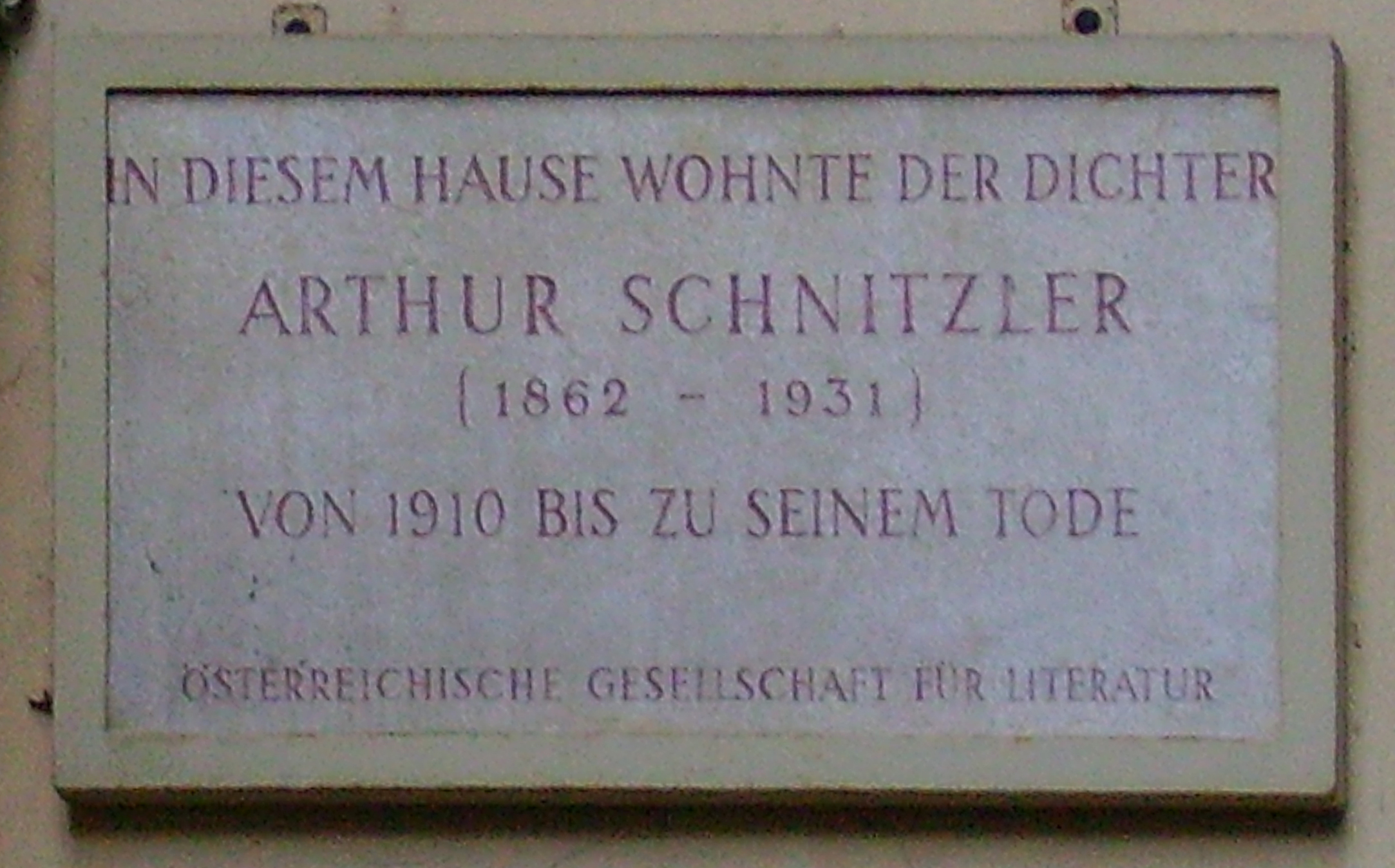
Gedenktafel am Wohnhaus, Wien 18., Sternwartestraße 71

## Ehrungen

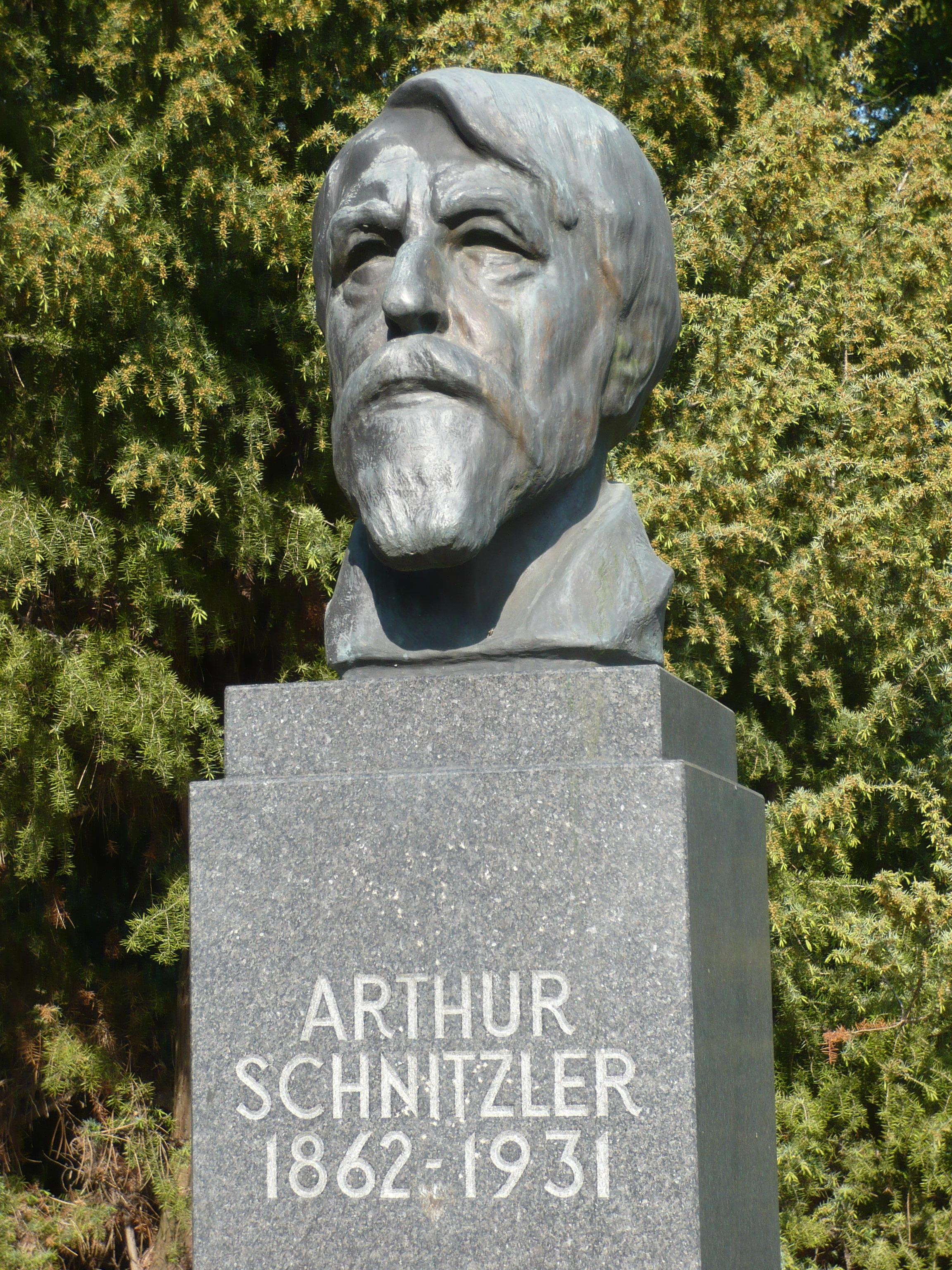
Büste im Wiener Türkenschanzpark nahe Schnitzlers Villa in der Sternwartestraße

### Auszeichnungen zu Lebzeiten
- 1899: Bauernfeld-Preis (27. März)
- 1903: Bauernfeld-Preis für Lebendige Stunden (Zweite Verleihung; 17. März)
- 1908: Franz-Grillparzer-Preis für Zwischenspiel (15. Jänner)
- 1914: Raimund-Preis für Der junge Medardus (27. März)
- 1920: Wiener Volkstheaterpreis für Professor Bernhardi (8. Oktober)
- 1926: Burgtheater-Ring (gestiftet vom Presseclub Concordia; 23. April)

### Nachruhm
Siehe den ausführlichen Artikel Postume Ehrungen von Arthur Schnitzler

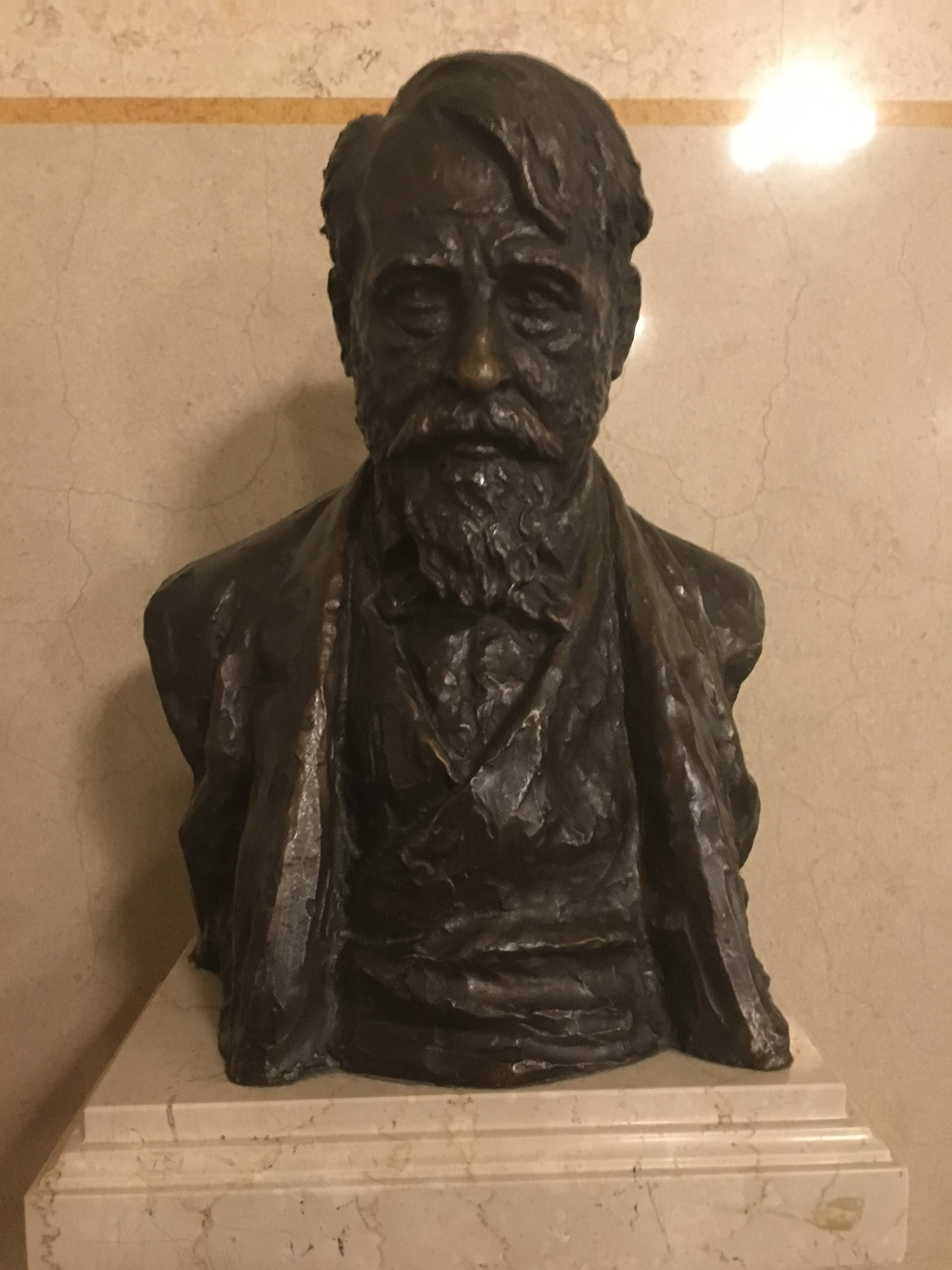
Sándor Jaray: Arthur Schnitzler

Während Schnitzler als jüdischer Autor in der Zeit des Nationalsozialismus verpönt war, setzte in der Nachkriegszeit eine langsame Institutionalisierung zum Klassiker ein.
- 1959/1960 wurde der Arthur-Schnitzler-Hof in Wien-Döbling (19. Bezirk) nach ihm benannt.
- 1971 wurde eine Schnitzler-Büste von Sandor Jaray im Burgtheater in Wien enthüllt.
- Am 13. Mai 1982 fand die Enthüllung einer Büste von Paul Peschke im Wiener Türkenschanzpark (18. Bezirk) statt.[41] Initiiert wurde das Denkmal von Viktor Anninger (1911–2004), der mit Lili Schnitzler befreundet war und in Schnitzlers Haus in der Sternwartestraße 71 verkehrte. Peschke wiederum war der Schwiegersohn von Ferdinand Schmutzer und wohnte, als er das Denkmal erstellte, genau gegenüber von Schnitzlers ehemaligem Wohnhaus im vormaligen Haus seines Schwiegervaters.
- April 2012: Der kleine Park gegenüber dem Bahnhof in Baden (Niederösterreich) wird „Arthur-Schnitzler-Park“ benannt.[42]
- 6. Mai 2017: Einem Gemeinderatsbeschluss vom September 2016 folgend wird im 7. Wiener Gemeindebezirk, Neubau, der Vorplatz des Volkstheaters zwischen Burggasse, Museumstraße und Neustiftgasse „Arthur-Schnitzler-Platz“ benannt.[43][44] Das Theater verwendet nun die Adresse 1070 Wien, Arthur-Schnitzler-Platz 1.

Von der Arthur-Schnitzler-Gesellschaft wird alle vier Jahre der Arthur-Schnitzler-Preis vergeben. Dieser wird vom österreichischen Unterrichtsministerium und der Kulturabteilung der Stadt Wien mit 10.000 Euro dotiert.

## Werke
Die Jahreszahlen beziehen sich auf den Abschluss des Manuskripts.

### Theaterstücke
| - Das Abenteuer seines Lebens (Komödie, 1888) - Alkandi’s Lied (Dramatisches Gedicht, 1889) - Das Märchen (Schauspiel, 1891) - Anatol (Einakterfolge, 1893) - Die Frage an das Schicksal - Weihnachtseinkäufe - Episode - Denksteine - Abschiedssouper - Agonie - Anatols Hochzeitsmorgen - Die überspannte Person (Einakter, 1894) - Halbzwei (Einakter, 1894) - Liebelei (Schauspiel, UA 1895; Druck 1896) - Freiwild (1896) - Reigen. Zehn Dialoge (verfasst 1896/97, Druck 1903) - Das Vermächtnis (Schauspiel, 1897) - Paracelsus (Schauspiel, 1897) - Der grüne Kakadu (Groteske, 1898) - Die Gefährtin (Drama, 1898) - Der Schleier der Beatrice (Drama, 1899) - Sylvesternacht (1900) - Lebendige Stunden (Einakterzyklus, entstanden 1901, Druck 1902) - Lebendige Stunden - Die Frau mit dem Dolche - Die letzten Masken - Literatur - Der einsame Weg (Schauspiel, 1903) | - Das Haus Delorme (Einakter, 1904) - Marionetten. Drei Einakter (1906) - Der Puppenspieler (Einakter, 1904) - Der tapfere Cassian (Einakter, 1904) - Zum großen Wurstel (ursprüngl.: Marionetten, Einakter, 1904) - Zwischenspiel (Komödie 1904) - Der Ruf des Lebens (Drama, 1905) - Komtesse Mizzi oder Der Familientag (Schauspiel, 1907) - Die Verwandlungen des Pierrot (Pantomime, 1908) - Der tapfere Kassian (Singspiel, 1909) - Der junge Medardus (Schauspiel, 1909) - Das weite Land (Tragikomödie, 1910) - Professor Bernhardi (Schauspiel, 1912) - Komödie der Worte (Einakterfolge, 1915) - Stunde des Erkennens - Große Szene - Das Bacchusfest - Fink und Fliederbusch (Komödie 1917) - Die Schwestern oder Casanova in Spa (1919) - Der Gang zum Weiher (Drama, 1921) - Komödie der Verführung (Schauspiel, 1923) - Im Spiel der Sommerlüfte (Drama, 1929) - Das Wort (Drama, Fragment) - Zug der Schatten (Drama, Fragment) - Ritterlichkeit (Drama, Fragment) |

### Romane
- Frau Bertha Garlan (1900)
- Der Weg ins Freie (1907)
- Therese. Chronik eines Frauenlebens (1928)
- Roman-Fragment (Theaterroman) (1967), online

### Erzählungen und Novellen
| - Welch eine Melodie (1885) - Er wartet auf den vazierenden Gott (1886) - Amerika (1887) - Erbschaft (1887) - Der Fürst ist im Hause (1888) - Mein Freund Ypsilon (1889) - Der Andere. Aus dem Tagebuch eines Hinterbliebenen (1889) - Reichtum (1889) - Die drei Elixire (1890) - Die Braut (1891) - Sterben (1892) - Der Sohn (1892) - Die Komödiantinnen (1893) - Die kleine Komödie (1893) - Spaziergang (1893) - Blumen (1894) - Der Witwer (1894) - Später Ruhm (1894) - Der Empfindsame (1895) - Ein Abschied (1896) - Die Frau des Weisen (1896) - Der Ehrentag (1897) - Die Toten schweigen (1897) - Die Nächste (1899) - Um eine Stunde (1899) - Ein Erfolg (1900) - Legende (Fragment, 1900) - Lieutenant Gustl (1900) - Der blinde Geronimo und sein Bruder (1900) - Wohltaten, still und rein gegeben (1900) | - Andreas Thameyers letzter Brief (1900) - Die grüne Krawatte (1901) - Boxeraufstand (Fragment, 1901) - Die griechische Tänzerin (1902) - Die Fremde (auch: Dämmerseele, 1902) - Exzentrik (1902) - Das Schicksal des Freiherrn von Leisenbohg (1903) - Die Weissagung (1904) - Abendspaziergang (1905) - Das neue Lied (1905) - Der Tod des Junggesellen (1907) - Der tote Gabriel (1907) - Geschichte eines Genies (1907) - Das Tagebuch der Redegonda (1909) - Der Mörder (1910) - Die dreifache Warnung (1911) - Die Hirtenflöte (1911) - Frau Beate und ihr Sohn (1913) - Flucht in die Finsternis (1912–17) - Doktor Gräsler, Badearzt (1917) - Der letzte Brief eines Literaten (1917) - Ich (1917) - Casanovas Heimfahrt (1918) - Fräulein Else (1924) - Die Frau des Richters (1925) - Traumnovelle (1926) - Spiel im Morgengrauen (1926) - Abenteurernovelle (Fragment, 1928) - Der Sekundant (1931) |

### Autobiografie
- Leben und Nachklang, Werk und Widerhall, entstanden hauptsächlich 1916–1918, erschienen als: Arthur Schnitzler: Jugend in Wien. Eine Autobiographie. Hrsg. Therese Nickl und Heinrich Schnitzler. Mit einem Nachwort von Friedrich Torberg. Wien, München, Zürich, New York: Fritz Molden 1968.

### Werkausgaben
- Gesammelte Werke in zwei Abteilungen. [7 Bde.] S. Fischer, Berlin 1912.
- Gesammelte Werke in zwei Abteilungen. 9 Bde. S. Fischer, Berlin 1922.
- Gesammelte Werke. S. Fischer, Frankfurt am Main 1961–1977.
  - Die erzählenden Schriften. 2 Bde., 1961.
  - Die dramatischen Werke. 2 Bde., 1962.
  - Aphorismen und Betrachtungen. Hrsg. Robert O. Weiss. 1967.
  - Entworfenes und Verworfenes. Aus dem Nachlaß. Hrsg. Reinhard Urbach. 1977.
- Historisch-kritische Ausgabe des Frühwerks. Hrsg. von Konstanze Fliedl. De Gruyter, Berlin 2011ff.
- Arthur Schnitzler digital. Digitale historisch-kritische Edition (Werke 1905–1931). Hrsg. v. Wolfgang Lukas, Michael Scheffel, Andrew Webber und Judith Beniston in Zusammenarbeit mit Thomas Burch. Wuppertal, Cambridge, Trier 2018 ff. Online: https://www.arthur-schnitzler.de/edition

Zu laufenden Editionsprojekten siehe Schnitzler-Editionsprojekte.

### Filmarbeiten
- Filmarbeiten. Drehbücher, Entwürfe, Skizzen. Hrsg. von Achim Aurnhammer, Hans Peter Buohler, Philipp Gresser, Julia Ilgner, Carolin Maikler und Lea Marquart. Ergon, Würzburg 2015, ISBN 978-3-95650-057-2.

### Tagebücher und Aufzeichnungen
Siehe auch den Spezialartikel: Tagebuch (Schnitzler)
- schnitzler-lektueren: Arthur Schnitzlers Lektüren: Leseliste und virtuelle Bibliothek. Hrsg. Achim Aurnhammer, digitale Ausgabe Martin Anton Müller, Austrian Centre for Digital Humanities and Cultural Heritage (ACDH-CH), 2022. Basierend auf der Druckausgabe:
  - Arthur Schnitzlers Lektüren: Leseliste und virtuelle Bibliothek. Hrsg. Achim Aurnhammer. Würzburg, Ergon 2013, ISBN 978-3-89913-978-5 (PDF online)
- schnitzler-tagebuch: Tagebuch 1879–1931. Digitale Ausgabe. Hrsg. vom Austrian Centre for Digital Humanities and Cultural Heritage (ACDH-CH), 2019. Basierend auf der Druckausgabe:
  - Tagebuch 1879–1931. Hrsg. von der Kommission für literarische Gebrauchsformen der Österreichischen Akademie der Wissenschaften, Obmann: Werner Welzig. Wien: Verlag der Österreichischen Akademie der Wissenschaften, 1981–2000, Kostenfreies PDF online:
    - 1879–1892. (Unter Mitwirkung von Peter Michael Braunwarth, Susanne Pertlik und Reinhard Urbach, 1987)
    - 1893–1902. (Unter Mitwirkung von Peter Michael Braunwarth, Konstanze Fliedl, Susanne Pertlik und Reinhard Urbach, 1989)
    - 1903–1908. (Unter Mitwirkung von Peter Michael Braunwarth, Susanne Pertlik und Reinhard Urbach, 1991)
    - 1909–1912. (Unter Mitwirkung von Peter Michael Braunwarth, Richard Miklin, Maria Neyses, Susanne Pertlik, Walter Ruprechter und Reinhard Urbach, 1981)
    - 1913–1916. (Unter Mitwirkung von Peter Michael Braunwarth, Richard Miklin, Susanne Pertlik, Walter Ruprechter und Reinhard Urbach, 1983)
    - 1917–1919. (Unter Mitwirkung von Peter Michael Braunwarth, Richard Miklin, Susanne Pertlik und Reinhard Urbach, 1985)
    - 1920–1922. (Unter Mitwirkung von Peter Michael Braunwarth, Susanne Pertlik und Reinhard Urbach, 1993)
    - 1923–1926. (Unter Mitwirkung von Peter Michael Braunwarth, Susanne Pertlik und Reinhard Urbach, 1995)
    - 1927–1930. (Unter Mitwirkung von Peter Michael Braunwarth, Susanne Pertlik und Reinhard Urbach, 1997)
    - 1931. Gesamtverzeichnisse 1897–1931. (Unter Mitwirkung von Peter Michael Braunwarth, Susanne Pertlik und Reinhard Urbach, 2000). Berichtigungen und Ergänzungen (PDF)
- Träume. Das Traumtagebuch 1875–1931. Hrsg. von Peter Michael Braunwarth und Leo A. Lensing, Wallstein, Göttingen 2012, ISBN 978-3-8353-1029-2.

- Arthur Schnitzler: Über Psychoanalyse. Hrsg. Reinhard Urbach. In: Protokolle. H. 2, 1976, S. 277–289. (online)

### Briefe
Siehe auch den Spezialartikel: Arthur Schnitzlers Korrespondenz.
- Arthur Schnitzler: Briefwechsel mit Autorinnen und Autoren. Digitale Edition. Hrsg. Martin Anton Müller mit Gerd-Hermann Susen, Laura Untner und Selma Jahnke. Wien 2018–[2029], online enthält derzeit knapp 50 vollständige Korrespondenzen:

| - Robert Adam - Peter Altenberg - Lou Andreas-Salomé - Hermann Bahr - Richard Beer-Hofmann - Franz Blei - Oscar Blumenthal - Georg Brandes - Felix Braun - Max Burckhard - Wilhelm Bölsche - Michael Georg Conrad - Jakob Julius David - Paula Dehmel - Richard Dehmel - Marie von Ebner-Eschenbach - Albert Ehrenstein - Friedrich M. Fels - Karl Emil Franzos - Paul Goldmann - Stefan Großmann - Gerhart Hauptmann - Auguste Hauschner - Marie Herzfeld | - Hugo von Hofmannsthal - Arno Holz - Eduard Michael Kafka - Karl Kraus - Else Lasker-Schüler - Detlev von Liliencron - Emil Ludwig - Fedor Mamroth - Thomas Mann - Laura Marholm - Max Mell - Karin Michaëlis - Elsa Plessner - Alfred Polgar - Therese Rie - Julius Rodenberg - Ferdinand von Saar - Felix Salten - Adalbert Franz Seligmann - Bertha von Suttner - Frank Wedekind - Joseph Victor Widmann - Stefan Zweig |

- Arthur Schnitzler: Briefe 1875–1912. Hrsg. Therese Nickl und Heinrich Schnitzler. S. Fischer, Frankfurt am Main 1981 (online).
- Arthur Schnitzler: Briefe 1913–1931. Hrsg. Peter Michael Braunwarth, Richard Miklin, Susanne Pertlik und Heinrich Schnitzler. S. Fischer, Frankfurt am Main 1984 (online).
- Hermann Bahr, Arthur Schnitzler: Briefwechsel, Aufzeichnungen, Dokumente 1891–1931. Hrsg. Kurt Ifkovits, Martin Anton Müller. Wallstein, Göttingen 2018, ISBN 978-3-8353-3228-7 Verlagspräsentation, PDF, Erweiterte Webpräsentation.
- Georg Brandes und Arthur Schnitzler. Ein Briefwechsel. Hrsg. v. Kurt Bergel. Francke, Bern 1956 (online).
- Hugo von Hofmannsthal und Arthur Schnitzler: Briefwechsel. Hrsg. v. Therese Nickl und Heinrich Schnitzler. S. Fischer, Frankfurt am Main 1964 (online).
- „Das Mädchen mit den dreizehn Seelen.“ Eine Korrespondenz ergänzt durch Blätter aus Hedy Kempnys Tagebuch sowie durch eine Auswahl ihrer Erzählungen. Hrsg. von Heinz P. Adamek, Rowohlt, Reinbek bei Hamburg 1984, ISBN 3-499-15457-9.
- Heinz P. Adamek (Hrsg.): In die Neue Welt – Arthur Schnitzler – Eugen Deimel, Briefwechsel. Holzhausen, Wien 2003, ISBN 3-85493-074-7. (online).
- Arthur Schnitzler und Olga Waissnix: Liebe, die starb vor der Zeit. Ein Briefwechsel. Hrsg. v. Therese Nickl und Heinrich Schnitzler. Molden, Wien/München/Zürich 1970 (online).
- Clara Katharina Pollaczek: Arthur Schnitzler und ich. Digitale Ausgabe von Martin Anton Müller, Laura Untner, Michael Mangel und Peter Andorfer, Austrian Centre for Digital Humanities and Cultural Heritage (ACDH-CH), 2023 [enthält Briefe von Pollaczek und Schnitzler].

### Interviews, Leserbriefe, Werkaussagen und Sonstiges
- Martin Anton Müller, Laura Untner: Wiener Schnitzler – Schnitzlers Wien. Eine geografische Verortung, Wien 2025, https://wienerschnitzler.org (Alle Aufenthaltsorte Schnitzlers haus- und taggenau, 47.000 Datenpunkte)
- Arthur Schnitzler: Das Zeitlose ist von kürzester Dauer. Interviews, Meinungen, Proteste 1891–1931. Hrsg. Martin Anton Müller. Göttingen, Wallstein 2023, ISBN 978-3-8353-5471-5 (Website, Verlagspräsentation mit Open-Access-PDF).
- schnitzler-chronik: Arthur Schnitzler – Chronik. Eine digitale Ressource zu den einzelnen Tagen seines Lebens von Martin Anton Müller und Laura Untner, Austrian Centre for Digital Humanities and Cultural Heritage (ACDH-CH), 2023.
- schnitzler-orte: Aufenthaltsorte von Arthur Schnitzler (1879–1931). Webseite mit Visualisierungen von Martin Anton Müller, Laura Puntigam, Laura Untner und Peter Andorfer, Austrian Centre for Digital Humanities and Cultural Heritage (ACDH-CH), 2022.
- Irène Lindgren: Arthur Schnitzler im Lichte seiner Briefe und Tagebücher (= Beiträge zur neueren Literaturgeschichte, Folge 3, Band 127). Winter, Heidelberg 1993, ISBN 3-8253-0013-7 (Dissertation University of Missouri–St. Louis 1990/1991).
- Hans-Ulrich Lindken: Arthur Schnitzler. Aspekte und Akzente. Materialien zu Leben und Werk. Frankfurt am Main, Bern, New York: Peter Lang 1984 (Europäische Hochschulschriften, Reihe 1, Deutsche Sprache und Literatur, Bd. 754), ISBN 3-8204-5183-8.

## Verfilmungen
Schnitzlers Werk diente als Vorlage für zahlreiche Kino- und Fernsehfilme, darunter:
- Liebelei (1913), Regie: August Blom und Holger-Madsen
- Der junge Medardus (1923), Regie: Michael Curtiz
- Anatol, der Frauenretter (1921), Regie: Cecil B. DeMille
- Freiwild (1928), Regie: Holger-Madsen
- Fräulein Else (1929), Regie: Paul Czinner
- Daybreak (Spiel im Morgengrauen) (1931), Regie: Jacques Feyder
- Liebelei (1933), Regie: Max Ophüls
- Der Reigen (1950), Regie: Max Ophüls
- Christine (1958), Regie: Pierre Gaspard-Huit, nach Liebelei
- Der Reigen (1964) Regie: Roger Vadim mit Jane Fonda
- Das weite Land (Das Leben beginnt morgen),[Anm. 1][46][47] Regie: Peter Beauvais. ORF, ZDF 1970.[Anm. 2] Mit Ruth Leuwerik, O. W. Fischer, Walter Reyer, Sabine Sinjen, Michael Heltau, Helmut Qualtinger und André Heller.
- Reigen (1973), Regie: Otto Schenk
- Das weite Land (1987), Regie: Luc Bondy
- Eyes Wide Shut (1999), Regie: Stanley Kubrick, nach der Traumnovelle
- Spiel im Morgengrauen (2001), Regie: Götz Spielmann
- Fräulein Else (2013), Regie: Anna Martinetz
- Morir (2017), Regie: Fernando Franco
- Safari – Match Me If You Can (2018), Regie: Rudi Gaul
- Il ritorno di Casanova (2023), Regie: Gabriele Salvatores
- The Exposure (2025), Regie: Thomas Imbach
- Late Fame (2025), Regie: Kent Jones, Adaption von Später Ruhm

Für den Film 360 (2011) diente die Struktur des Reigen als Inspiration.

## Hörspiele über seine Beziehung zu Adele Sandrock
- 1985: Arthur Schnitzler, Adele Sandrock: Dir mit Leib und Seele – Du Hund! Bearbeitung und Regie: Friedhelm Ortmann (Hörspielbearbeitung – ORF/WDR) – Erstsendung: 22. September 1985 | 89'36 Minuten.

Sprecher: Elisabeth Trissenaar: Adele Sandrock; Helmuth Lohner: Arthur Schnitzler.
- 1995: Arthur Schnitzler, Adele Sandrock: Ich Dich ewig! – Adele Sandrock und Arthur Schnitzler. Ein Hörspiel aus Briefen, Telegrammen und Tagebüchern, – Regie: Renate Heitzmann (Hörspielbearbeitung – Deutschlandradio) – Erstsendung: 27. Dezember 1995 | 54'20 Minuten; Sprecher: Imogen Kogge: Adele Sandrock; Gerd Wameling: Arthur Schnitzler; Ulrich Matthes: Erzähler.